# Anthony Yeboah
Treść tego artykułu może nie być zgodna z zasadami neutralnego punktu widzenia.
Dokładniejsze informacje o tym, co należy poprawić, być może znajdują się w dyskusji tego artykułu.
 Po wyeliminowaniu niedoskonałości należy usunąć szablon {{Dopracować}} z tego artykułu.
Anthony Yeboah (ur. 6 czerwca 1966 w Kumasi) – ghański piłkarz występujący na pozycji napastnika, wzrost: 184 cm, waga: 78 kg.

## Początki kariery
Yeboah treningi rozpoczął w wieku 12 lat w Kotoko Babies, młodzieżówce Asante Kotoko. Z czasem trafił do seniorów tego klubu i grał tam do 1983 roku. Następnie przeniósł się do lokalnego rywala, Cornerstones, gdzie grał przez trzy sezony. Później został zawodnikiem innego klubu z Ghany, Okwawu United i na tym zakończył występy w tym kraju. W 1988 roku Yeboah przeniósł się do Niemiec, by reprezentować barwy zespołu 1. FC Saarbrücken, grającego w 2. Bundeslidze. Debiutował tam 20 sierpnia w 4 kolejce, podczas meczu z Kickers Offenbach. Yeboah wszedł na boisko w 71 minucie spotkania. W 5 i 6 kolejce (mecze z SC Freiburg i SV Meppen) Ghańczyk również pojawił się na boisku w rolach jokera, dwukrotnie w 71 minucie. 10 września Saarbrücken grało mecz wyjazdowy z Blau-Weiß 90 Berlin. Podopieczni Wernera Fuchsa w 17 minucie stracili bramkę, jednak minutę później Yeboah wyrównał wynik spotkania i tym samym strzelił swojego debiutanckiego gola w klubie i 2. Bundeslidze. Spotkanie zakończyło się wynikiem 1:1, a czarnoskóry piłkarz był wyróżniającą się postacią na boisku. Jego drużynie zdecydowanie lepiej szło w meczach u siebie. W 10 kolejce, Saarbrücken podejmowało na własnym stadionie Alemannię Akwizgran. Yeboah wpisał się na listę strzelców już w 13 minucie spotkania, a wynik zamknął Wenanty Fuhl, podwyższając na 2:0, 13 minut przed końcem. Kolejnym meczem, w którym Anthony strzelił bramkę było wyjazdowe spotkanie z SV Meppen, a jego trafienie dało zwycięstwo piłkarzom Fuchsa. Yeboah strzelił jeszcze 6 bramek i zakończył udany sezon na 9 trafieniach w 28 meczach. Sezon 1989/1990 zaczął się dla Yeboaha znakomicie. W każdej z trzech pierwszych kolejek wpisywał się na listę strzelców. Bardzo cennym trafieniem było to z pierwszego meczu w nowym sezonie, kiedy 1. FC Saarbrücken grało u siebie ze Stuttgarter Kickers. Gol Ghańczyka w 82 minucie dał jego klubowi trzy punkty na inaugurację sezonu. Później wiodło mu się nieco gorzej. Aż cztery tygodnie bez zdobytego gola, jednak trenera nadal mu ufał, bo mimo tego, że nie strzelał, jego grze nie można było wiele zarzucić. W 8 kolejce Yeboah się przełamał, strzelając gola na 3:1 Freiburgowi. Jednak prawdziwe apogeum formy zademonstrował w meczu z VfL Osnabrück, kiedy to aż cztery razy umieścił futbolówkę w siatce rywala: 1:0 (19.), 2:0 (23.), 6:0 (58.), 7:0 (84.). Te cztery bramki były jedynym takim wyczynem w przeciągu dwóch sezonów gry w 2. Bundeslidze, bowiem Yeboah zawsze kończył strzelanie na jednym golu. Ten sezon był dla niego wyjątkowo udany. W 37 meczach strzelił 17 goli, tym samym zwrócił na siebie uwagę grającego w Bundeslidze Eintrachtu Frankfurt i piłkarz zmienił barwy klubowe. Łącznie na zapleczu Bundesligi rozegrał 65 meczów, w których 26 razy strzelał gole.

## Eintracht
Yeboah zadebiutował już w pierwszej kolejce sezonu 1990/1991, w meczu z Karlsruher SC i strzelił bramkę na 2:0 w 61 minucie. 13 minut przed końcem został ukarany żółtą kartką, a niedługo po tym zszedł z boiska. Jego zmiennikiem był Janusz Turowski, który 16 minut później strzelił bramkę na 3:0. W pierwszym sezonie pobytu w Eintrachcie Anthony grał w kratkę. Słabsze występy przeplatał lepszymi. Dopiero w końcówce sezonu ustabilizował formę. W 31, 32, 33 i 34 kolejce Yeboah wpisał się na listę strzelców, a Eintracht, w głównej mierze dzięki jego bramkom zdobył 10 punktów w tych czterech meczach. Piłkarze z Frankfurtu w końcowym rozrachunku uplasowali się na 5 pozycji w lidze, tracąc 8 punktów do lidera z Kaiserslautern. Sezon 1991/1992 Yeboah zaczął od roli jokera. W meczach z VfL Bochum, 1. FC Köln, 1. FC Kaiserslautern i Hamburgerem SV wchodził na boisko z ławki rezerwowych, a w dwóch z tych czterech meczów trafiał do siatki rywala. W trakcie sezonu Anthony zaliczył 3 występy w Pucharze UEFA. W spotkaniu ze Sporą Luxemburg dwa razy (46 i 54 minuta) wpisał się na listę strzelców, a mecz zakończył się pogromem 6:1. Eintracht zakończył swój udział w drugiej rundzie, przegrywając w dwumeczu z AA Gent 0:1. Eintracht zajął 3 lokatę na koniec sezonu. Yeboah łącznie rozegrał 34 mecze i strzelił 15 goli. W letnim okienku transferowym do Eintrachtu trafili między innymi Polak, Dariusz Adamczuk, znany z polskich boisk Słowak, Marek Penksa, a także ściągnięty z rezerw Augustine „Jay-Jay” Okocha, gwiazda nigeryjskiej piłki. Sezon 1992/1993 był prawdziwym popisem piłkarza. Eintracht grał znakomicie, a Yeboah był skuteczny, jak nigdy. Prawdziwym popisem była jego gra przeciwko Borussii Dortmund w 5 kolejce, kiedy to piłkarze z Frankfurtu wygrali 4:1, a Yeboah dwukrotnie pokonał Stefana Klosa. Niezłą partię rozegrał również w 13 kolejce, w meczu z VfL Bochum. Ponownie dwa razy trafił do siatki rywala i ponownie podopieczni Dragoslava Stepanovica rozgromili rywala, 4:1. Czarnoskóry piłkarz miał szansę wyrównać swój rekord strzelonych bramek w jednym meczu i prawie to zrobił, strzelając 4 gole w spotkaniu z KFC Uerdingen 05, jednak później wynik ten został zweryfikowany na 2:0 dla gospodarzy (zamiast 5:2 dla gości), bowiem trener Horst Heese wydelegował do meczu 4 obcokrajowców, co było niezgodne z ówczesnym regulaminem. Łącznie Yeboah rozegrał 27 spotkań, w których strzelił 20 bramek i tym samym został królem strzelców Bundesligi, a jego drużyna ponownie zajęła 3. miejsce na koniec sezonu. Podczas letniego okienka transferowego, działacze Eintrachtu pozyskali innego Polaka, Jana Furtoka, oraz wzięli z rezerw do pierwszego składu macedońskiego bramkarza, Oke Nikołowa. Wzmocniony Eintracht cel miał tylko jeden. Próba walki o mistrzostwo. Yeboah w imponującym stylu zaczął sezon. Nieprzerwanie, od pierwszej do siódmej kolejki, jego nazwisko widniało wśród strzelców bramek. Popisem był zwłaszcza mecz 7 kolejki, przeciwko SC Freiburg, kiedy Tony zdobył hat-tricka (3, 44 i 89 minuta). Gra przeciwko Freiburgowi wyraźnie mu leżała, bowiem w rundzie rewanżowej również był autorem dwóch, z trzech strzelonych przez piłkarzy z Frankfurtu, bramek (3:1). Anthony skończył sezon z wyśmienitą statystyką, 18 bramek w 22 meczach i ponownie sięgnął po koronę króla strzelców. Plany mistrzostwa legły w gruzach, a Eintracht skończył sezon na 5 pozycji, tracąc dwa punkty do trzeciej Borussii Dortmund. W przerwie między sezonami, do ekipy Juppa Heynckesa dołączył czeski napastnik, dobrze znany z polskich boisk, Josef Obajdin. Sezon 1994/1995 podopieczni Heynckesa zaczęli z pełnym impetem. Do przerwy zimowej Yeboah w 14 meczach strzelił 7 goli i był najlepszym snajperem drużyny z Frankfurtu, co stało się już tradycją. Yeboah wraz z Okochą popadł w konflikt z trenerem Henyckesem. Nigeryjczyk przeprosił i został, a Yeboah przepraszać nie chciał, więc odszedł. Pod nieobecność afrykańskiej gwiazdy Eintracht ukończył sezon na odległym 9. miejscu w tabeli.

## Nieszczęśliwa kontuzja
25 letni Yeboah w przerwie zimowej sezonu 1994/95 za £3.4 przeszedł do Leeds United. Pierwszego gola strzelił 22 lutego, podczas meczu z Evertonem, w 81 minucie, a ta bramka dała Leeds zwycięstwo 1:0. 5 kwietnia Anthony popisał się hat-trickiem, a „Pawie” podejmowały na własnym boisku Ipswich Town. Jednak prawdziwy podziw i sympatię kibiców wzbudził strzelając piękną bramkę 25-jardowym wolejem w samo okienko bramki, podczas meczu z Liverpoolem. Tym samym wzbudził sympatię kibiców, którzy skandowali jego nazwisko (Tony Yebo-o-ah!) za każdym razem, gdy ten był przy piłce. Jednym z najlepszych momentów jego kariery był hat-trick strzelony w Pucharze UEFA, przeciwko AS Monaco. Pierwszy sezon w nowych barwach był udany. Yeboah w 18 meczach strzelił 12 bramek. W sezonie 1995/1996 piłkarz ten nie strzelił żadnego gola w lidze, jednak nadrobił to trzema bramkami w Pucharze UEFA. Jego drużyna zajęła odległe, 13. miejsce w lidze. Później przytrafiła mu się kontuzja, po której już nigdy nie wrócił do dawnej formy. Sezon później rozegrał jedynie 7 meczów w barwach „Pawi”, które uplasowały się na 11. miejscu. Do klubu przyszedł menedżer George Graham, który nie widział Tony’ego w pierwszym składzie i piłkarz dostał zgodę na transfer. W sezonie 1997/1998 wrócił do Niemiec, a jego nowym klubem został Hamburger SV.

## Powrót do Niemiec
W nowym klubie zadebiutował dopiero w 8 kolejce, kiedy to HSV podejmowało u siebie VfL Bochum. Mecz zakończył 2:1, Yeboah zszedł z boiska w 62 minucie. 5 października, w 9 kolejce Anthony strzelił swojego pierwszego gola dla HSV (w 55 minucie), jednak ekipa Franka Pagelsdorfa przegrała 2:5 (Yeboah został ukarany żółtą kartką). Pierwszy sezon nie był dla niego zbyt udany (3 bramki w 23 meczach), a jego klub zajął 9 pozycję w lidze. Jednak mimo tego nie zrezygnowali z usług Ghańczyka. Sezon 1998/1999 Anthony zaczął bardzo dobrze. W inauguracyjnym spotkaniu z 1. FC Nürnberg wpisał się w 88 minucie na listę strzelców, wyrównując wynik spotkania na 1:1. Kolejkę później, z VfL Bochum również trafił do siatki (33 minuta) i tym samym otworzył, a zarazem zamknął wynik. Znakomite spotkanie rozegrał w 24 kolejce, przeciwko Freiburgowi. Piłkarze HSV w 13 minucie stracili bramkę na 0:1. W 40 minucie Yeboah jeszcze przed przerwą wyrównał, a 5 minut po niej strzelił zwycięską bramkę. Cały sezon zakończył z 14 trafieniami w 34 meczach, a HSV zajęło przyzwoitą, 7 pozycję. W sezonie 1999/2000 Yeboah występował w Pucharze UEFA. W trzeciej rundzie piłkarze Hamburga z Yeboahem w składzie odprawili FC Basel różnicą bramek na wyjeździe (gol Yeboaha w 47 minucie na 3:0). W półfinale HSV uporało się z Trabzonsporem (gol Yeboaha w pierwszym meczu, w 58 minucie na 1:0), jednak w finale polegli z francuskim Montpellier HSC. Równie dobrze szło Yeboahowi w lidze. W 24 meczach strzelił 9 bramek, a najlepszy w tym sezonie występ zaliczył przeciwko Arminii Bielefeld, strzelając hat-tricka i przy jednej bramce asystując. Cały mecz zakończył się wynikiem 5:0, a w końcowej tabeli Bundesligi, Hamburg zajął 3. miejsce i wywalczył udział w kwalifikacjach do Ligi Mistrzów. W sezonie 2001/2002 Yeboah był już tylko cieniem gwiazdy sprzed lat. Zaliczył zaledwie 5 meczów, z czego tylko dwa pełne, a w przerwie zimowej został oddany do Al-Ittihad Ad-Dauha. W swoim ostatnim sezonie gry zdobył 17 bramek w 21 meczach, a także Mistrzostwo i Puchar Kataru. Łącznie w Bundeslidze wziął udział w 223 meczach, w których strzelił 96 goli, 13 razy był karany żółtą kartką i dwa razy czerwoną.
Po zakończeniu kariery zamieszkał w rodzinnej Akrze, wraz z żoną Tashą i czwórką dzieci. Jest biznesmenem. Najczęściej inwestuje w rozwój medycyny i hotelarstwo. Otworzył hotel w Akrze, w 2003 roku. Jest też menedżerem piłkarzy z Ghany. Pomógł poszukać klubu w Niemczech napastnikowi, Isaacowi Boakye.

## Reprezentacja
Yeboah to wieloletni reprezentant Ghany. Brał udział w Pucharze Narodów Afryki 1992, rozgrywanym w Senegalu. Strzelił gola w grupowym meczu z Egiptem, a jego reprezentacja zajęła 1. miejsce w grupie z 4 punktami na koncie. W ćwierćfinale Ghana podejmowała Kongo. Yeboah wpisał się na listę strzelców już w 29 minucie, otwierając wynik spotkania, Ghana wygrała ten mecz 2:1 i awansowała do półfinału. Tam czekała reprezentacja Nigerii z rewelacyjnym Rashidim Yekini, czy Mutiu Adepoju. Mecz zakończył się wynikiem 2:1 i Ghana awansowała do finału, w którym zmierzyła się z Wybrzeżem Kości Słoniowej. W regulaminowym czasie było 0:0, więc spotkanie musiały rozstrzygnąć rzuty karne. Yeboah wykorzystał swoją jedenastkę, a spudłował Anthony Baffoe. Ghańczycy przegrali 10:11 i zajęli drugie miejsce w turnieju. Tony ze swoimi dwoma golami zajął drugie miejsce w klasyfikacji najlepszych strzelców turnieju. Również w Pucharze Narodów Afryki 1994 Yeboah miał swój udział. Zagrał dwa mecze, a Ghana musiała pożegnać się z turniejem już po fazie grupowej. Puchar Narodów Afryki 1996 był dla tej reprezentacji bardziej udany. Ghana wyszła z kompletem punktów z grupy D, po drodze pokonując Wybrzeże Kości Słoniowej 2:0 (bramka Yeboaha w 20 minucie), Tunezję 2:1, oraz Mozambik 2:0. W ćwierćfinale Ghana trafiła na Zair (dzisiaj Demokratyczna Republika Konga), z którym po bramce Yeboaha w 22 minucie, wygrała 1:0. W półfinale Yeboah i spółka musieli uznać wyższość reprezentacji Republiki Południowej Afryki, doznając klęski 0:3. Również meczu o 3. miejsce nie udało się wygrać. Ghana przy 80 000 publiczności na stadionie w Johannesburgu poległa 0:1 z Zambią, po bramce Johnsona Bwalyi i zakończyła turniej z 4. miejscem. Łącznie, w reprezentacji Ghany Yeboah rozegrał 59 meczów i strzelił 26 bramek.

## Sukcesy
- Król strzelców w 1993 roku w barwach Eintrachtu Frankfurt.
- Król strzelców w 1994 roku w barwach Eintrachtu Frankfurt.
- Pierwszy czarnoskóry kapitan europejskiej drużyny.
- Trzeci piłkarz roku w Afryce w 1992 roku.
- Drugi piłkarz roku w Afryce w 1993 roku.
- 24. miejsce na liście najlepszych piłkarzy wszech czasów w Afryce.

## Kariera w liczbach
| Sezon   | Klub                  | Kraj   | Flaga  | Rozgrywki              | Mecze | Bramki |
| ------- | --------------------- | ------ | ------ | ---------------------- | ----- | ------ |
| 1982    | Asante Kotoko         | Ghana  | Ghana  | Telecom Premier League | ?     | ?      |
| 1983    | Cornerstones          | Ghana  | Ghana  | Telecom Premier League | ?     | ?      |
| 1984    | Cornerstones          | Ghana  | Ghana  | Telecom Premier League | ?     | ?      |
| 1985    | Cornerstones          | Ghana  | Ghana  | Telecom Premier League | ?     | ?      |
| 1986    | Cornerstones          | Ghana  | Ghana  | Telecom Premier League | ?     | ?      |
| 1987    | Okwahu United Nkawkaw | Ghana  | Ghana  | Telecom Premier League | 35    | 35     |
| 1988/89 | 1. FC Saarbrücken     | Niemcy | Niemcy | 2. Fußball-Bundesliga  | 28    | 9      |
| 1989/90 | 1. FC Saarbrücken     | Niemcy | Niemcy | 2. Fußball-Bundesliga  | 37    | 17     |
| 1990/91 | Eintracht Frankfurt   | Niemcy | Niemcy | Bundesliga             | 26    | 8      |
| 1991/92 | Eintracht Frankfurt   | Niemcy | Niemcy | Bundesliga             | 34    | 15     |
| 1992/93 | Eintracht Frankfurt   | Niemcy | Niemcy | Bundesliga             | 27    | 20     |
| 1993/94 | Eintracht Frankfurt   | Niemcy | Niemcy | Bundesliga             | 22    | 18     |
| 1994/95 | Eintracht Frankfurt   | Niemcy | Niemcy | Bundesliga             | 14    | 7      |
| 1994/95 | Leeds United          | Anglia | Anglia | Premiership            | 18    | 12     |
| 1995/96 | Leeds United          | Anglia | Anglia | Premiership            | 22    | 12     |
| 1996/97 | Leeds United          | Anglia | Anglia | Premiership            | 7     | 0      |
| 1997/98 | Hamburger SV          | Niemcy | Niemcy | Bundesliga             | 23    | 3      |
| 1998/99 | Hamburger SV          | Niemcy | Niemcy | Bundesliga             | 34    | 14     |
| 1999/00 | Hamburger SV          | Niemcy | Niemcy | Bundesliga             | 24    | 9      |
| 2000/01 | Hamburger SV          | Niemcy | Niemcy | Bundesliga             | 14    | 2      |
| 2001/02 | Hamburger SV          | Niemcy | Niemcy | Bundesliga             | 5     | 0      |
| 2001/02 | Al-Ittihad Ad-Dauha   | Katar  | Katar  | Q-League               | 21    | 17     |